# Westerplatte
 (août 2019).
Si vous disposez d'ouvrages ou d'articles de référence ou si vous connaissez des sites web de qualité traitant du thème abordé ici, merci de compléter l'article en donnant les références utiles à sa vérifiabilité et en les liant à la section « Notes et références ».
La Westerplatte est une presqu'île recouverte de sable et de forêts située sur la côte de la Baltique à l'embouchure de la Vistule, à l'entrée du canal menant au port de Gdansk en Pologne.
De 1926 à 1939, elle abrita un dépôt de l'armée polonaise. La presqu'île est connue pour avoir été le théâtre de la bataille éponyme en septembre 1939, entre troupes polonaises et troupes allemandes, marquant ainsi le début de la Seconde Guerre mondiale et de la campagne de Pologne.

## Le contexte

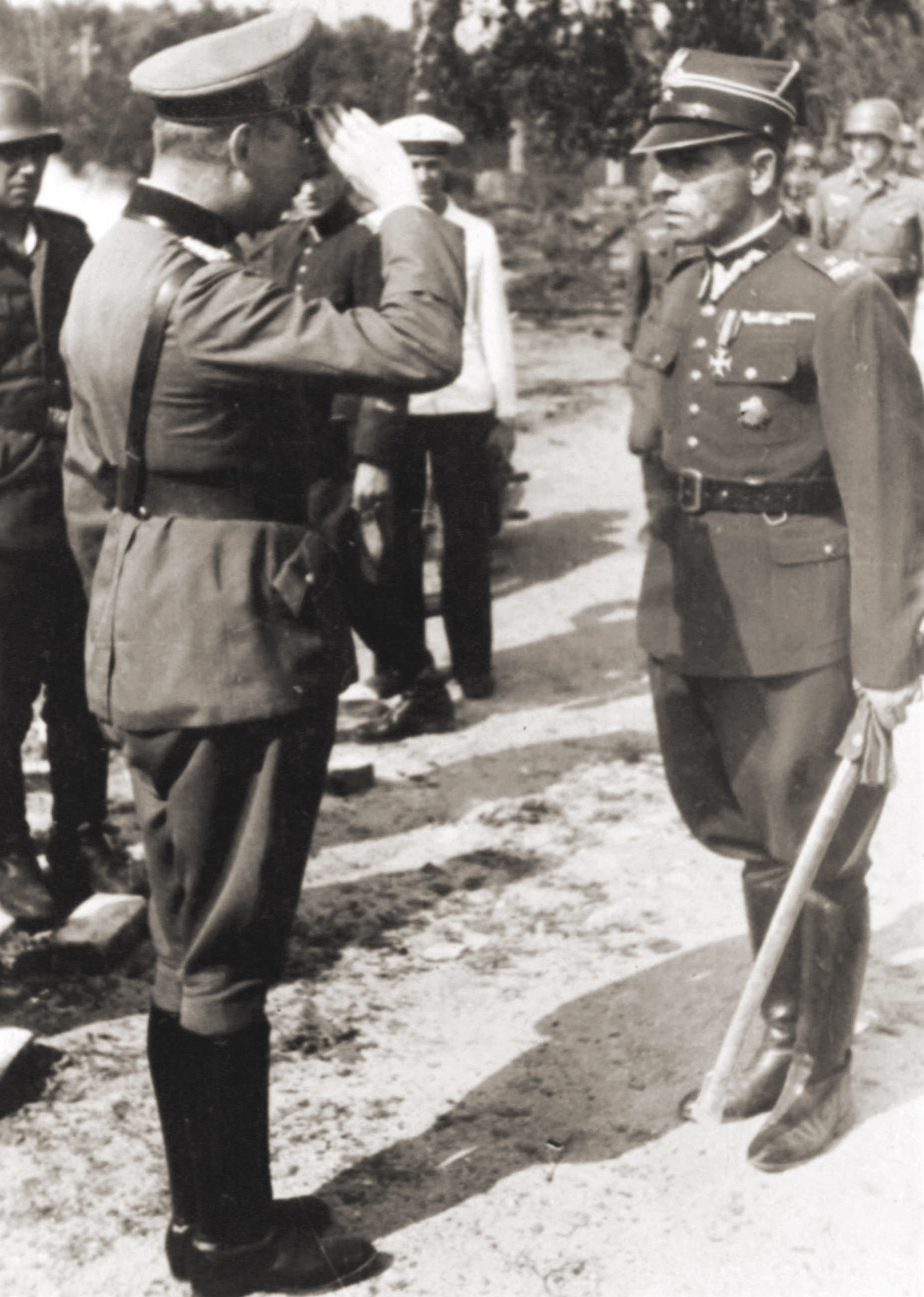
Friedrich Eberhardt et Henryk Sucharski le 07 septembre 1939

La signature du traité de Versailles ne réglant pas la question du Corridor de Dantzig, c'est sur la péninsule de Westerplatte, à Dantzig (actuelle Gdańsk en Pologne), qu'a formellement commencé la Seconde Guerre mondiale.
Petite île boisée séparée de Dantzig par le chenal menant au port, Westerplatte était, entre les deux guerres, un avant-poste militaire. Du 1er au 7 septembre 1939, le major Henryk Sucharski et son adjoint le capitaine Franciszek Dąbrowski dirigèrent la résistance de la garnison polonaise contre des troupes allemandes supérieures en nombre, commandées par le contre-amiral Gustav Kleikamp et le général de police Friedrich Eberhardt, qui finirent par remporter la victoire.
Les Polonais étaient équipés d'un canon de campagne de 75 mm, de deux canons antichars de 37 mm, de quatre mortiers et de plusieurs mitrailleuses, mais ils n'avaient aucune véritable fortification. À l'automne 1939, la garnison était composée de 182 hommes, censés résister à une attaque pendant douze heures. Depuis le traité de Versailles, Dantzig était une ville libre placée sous la protection de la Société des Nations. La Pologne y avait un bureau de poste, des droits portuaires spéciaux et depuis 1924, le droit d'y avoir un dépôt de munitions « protégé ». Le dépôt ferroviaire se trouvait sur la péninsule de Westerplatte, d'une superficie d'environ 1,5 km2.
Lorsque Hitler prit le pouvoir en 1933, les Polonais décidèrent de renforcer leurs défenses sur Westerplatte : ils construisirent des casemates et des abris souterrains. Ils creusèrent également sept tranchées, dont deux bloquaient l'accès à la bande de terre reliant la péninsule au continent. Dès mars 1939, lorsque Hitler fit part de ses exigences à la Pologne, la garnison, commandée par Henryk Sucharski et son adjoint fut mise en état d'alerte.

## Les préparatifs
Du côté allemand, l'attaque devait être menée par quelque 1 500 hommes de l'unité SS Heimwehr Danzig (en), dirigée par le général Friedrich Eberhardt. Le fer de lance de l'attaque était constitué de 225 commandos d'élite dirigés par le lieutenant Henningsen. Le commandement général était exercé par le contre-amiral Gustav Kleikamp, dont le navire amiral Schleswig-Holstein, construit en 1908, était officiellement en visite de courtoisie à Dantzig. Le 25 août, il était au mouillage sur la rive méridionale du chenal menant au port, à Neufahrwasser, à 150 m à peine de Westerplatte. Sucharski mit la garnison en alerte maximale et ordonna de poursuivre tous les travaux de défense pendant la nuit. En effet, durant la journée, les Allemands pouvaient observer la péninsule du haut des entrepôts bâtis sur les quais. Le 26 août, Kleikamp amena son navire plus en amont afin d'être mieux placé pour ouvrir le feu sur Westerplatte.

## Le vendredi1erseptembre

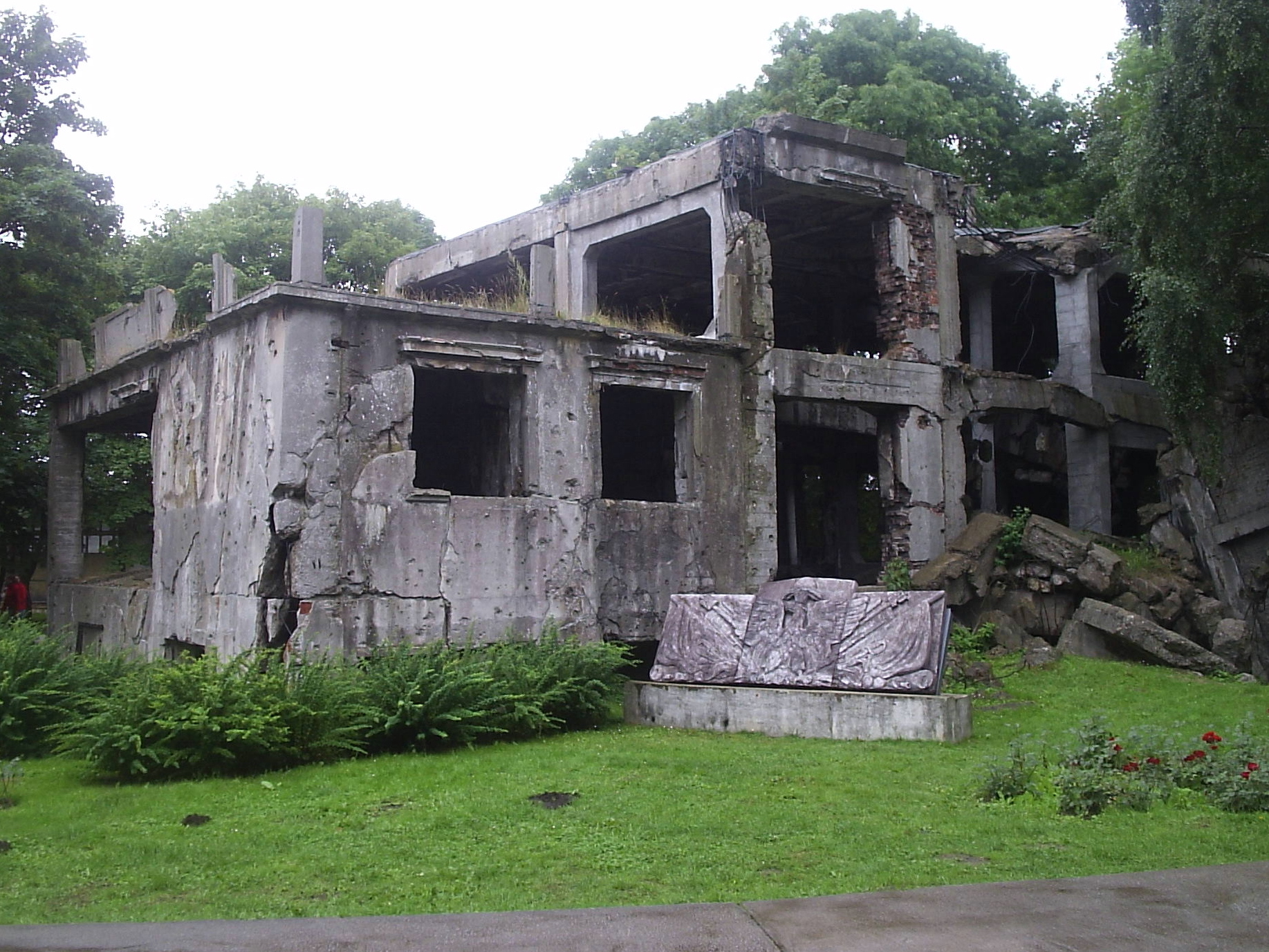
Westerplatte en 2005

Le vendredi 1er septembre à 4 h 48, les canons du Schleswig-Holstein tirèrent huit obus sur le secteur sud-est de Westerplatte. La Seconde Guerre mondiale avait commencé. Sucharski envoya un message à la péninsule de Hel : « SOS-Suis attaqué ». Trois gros trous avaient été percés dans le mur d'enceinte et les entrepôts d'essence étaient en flammes. Huit minutes plus tard, les commandos de Henningsen montaient à l'assaut en trois escouades, pendant que le génie faisait sauter le portail de la voie ferrée dans la clôture qui bloquait l'accès à la péninsule.
Mais les choses tournèrent mal pour les Allemands. D'abord, les Polonais lancèrent une contre-attaque, éliminant le nid de mitrailleuses du poste de la Schupo (police de sécurité) allemande, perdant trois hommes. Puis le lieutenant Leon Pajak, avec des obusiers, ouvrit le feu sur les Allemands, arrêtant leur progression. Sucharski dirigea ensuite son artillerie sur les nids de mitrailleuses installés sur les entrepôts de l'autre côté du chenal. Il obtint ce qu'il désirait : le feu cessa de ce côté. La même batterie parvint presque à détruire le poste de commandement du Schleswig-Holstein mais, finalement, les canons du navire réussirent à l'anéantir.
À 6 h 22 les commandos envoyèrent au navire le message : « Pertes trop graves, nous retirons ». À l'autre bout de Westerplatte, la police de Dantzig allemande avait tenté de s'emparer du port, mais des civils armés et la garnison l'avaient repoussée. 50 Allemands étaient morts, et les Polonais avaient perdu 8 hommes. Kleikamp, qui avait espéré prendre le dépôt très rapidement, avait désormais affaire à une véritable bataille. Appuyés par 60 hommes de la SS Heimwehr, les commandos de marine menés par Henningsen repartirent à l'attaque à 8 h 55. Ils franchirent le mur d'enceinte mais, sous le feu des Polonais, ils furent arrêtés par des mines, des arbres abattus et des barbelés. À midi, les combats se poursuivaient mais, totalement démoralisés, les SS rebroussèrent chemin. Henningsen fut tué et, pas plus d'une demi-heure plus tard, les Allemands décidaient de renoncer. Les combats avaient coûté la vie à 82 Allemands et Westerplatte tenait toujours. La seule consolation pour les Allemands était qu'ils avaient massacré les défenseurs polonais du bureau de poste de Dantzig. L'attaque allemande contre Westerplatte avait été un échec total.

## Du 2 au 5 septembre
Les jours suivants, les Allemands affirmèrent qu'ils n'envisageaient aucune attaque sérieuse contre le dépôt, mais pour les défenseurs épuisés et affamés, les attaques allemandes semblaient ne jamais devoir cesser. Eberhardt réussit à convaincre le commandant allemand, le général Fedor von Bock, qu'une attaque terrestre n'était pas possible. Témoin de l'échec du 1er septembre, Bock en convint. Le lendemain, la Luftwaffe attaqua avec 60 bombardiers, lâchant plus de 100 bombes. L'une d'elles frappa de plein fouet le bunker numéro 5, ne laissant que trois rescapés parmi ses occupants. La cuisine, les stocks de nourriture et la radio furent détruits. Alors affamée et totalement isolée, la garnison redoutait de nouvelles attaques.
Westerplatte n'avait pas de DCA et l'attaque aérienne du 2 septembre ébranla gravement son moral. Dans la nuit du 3 au 4 septembre, les Allemands attaquèrent les avant-postes polonais, mais furent repoussés. Le 4 septembre, une vedette lance-torpille (T-196) lança une attaque surprise par la mer. En même temps, l'avant-poste Wal avait été abandonné, ce qui semblait inviter à une attaque par le nord. Seul le « Fort » y faisait obstacle. Mais la nourriture manquait, et le nombre des blessés augmentait. Le 5 septembre, Sucharski convoqua un conseil de guerre, demandant que la garnison se rende. Furieux, Dabrowski s'y opposa fermement et quitta le conseil en claquant la porte. Sucharski ordonna à ses hommes de continuer à se battre avec toujours autant d'obstination et de courage.

## Le 6 septembre-Les trains incendiaires

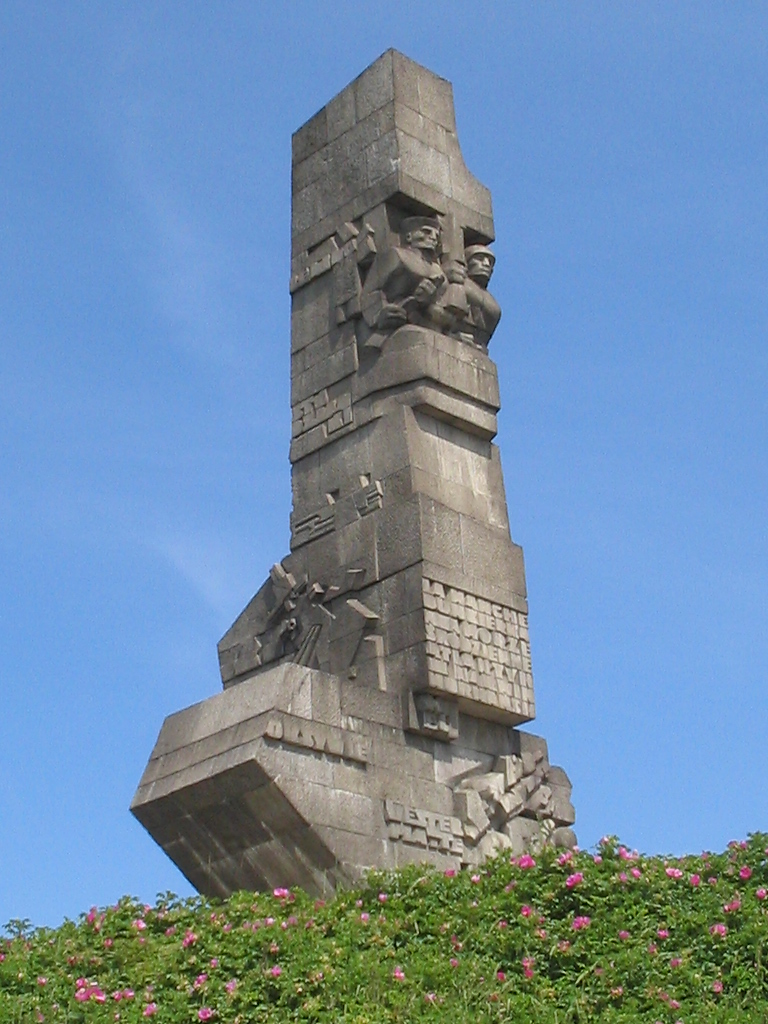
Monument aux morts

Le 6 septembre, les Allemands n'imaginaient pas que les Polonais envisageaient de capituler. Chaque journée de résistance était une superbe propagande pour la Pologne et une humiliation pour Hitler, furieux de ces contretemps. Un agent polonais travaillant pour les Allemands fit remarquer que, sur Westerplatte, il n'y avait pas de bunkers de défense en profondeur.
Le 6 septembre à 3 heures du matin, les Allemands lancèrent un train incendiaire contre le pont, mais le conducteur de la locomotive le découpla trop tôt, et il n'atteignit pas le réservoir d'essence à l'intérieur du périmètre polonais, en mettant le feu à toute la forêt qui assurait aux défenseurs une remarquable couverture. Les wagons enflammés éclairaient le terrain, favorisant ainsi le tir des Polonais, qui firent subir de lourdes pertes aux Allemands. Un deuxième train incendiaire fut lancé dans l'après-midi, mais encore en vain.

## Le 7 septembre-Le dernier assaut
Le 7 septembre, dans la soirée, ayant décidé de cesser le combat, Sucharski tint un second conseil de guerre. Après tout, l'armée allemande était alors aux portes de Varsovie et les premiers cas de gangrène étaient apparus parmi les blessés. De 4 h 30 à 7 heures du matin, les Allemands déclenchèrent un feu intense, puis un dernier barrage d'artillerie fut suivi par l'avancée des troupes d'assaut. Malgré les lance-flammes, les Polonais repoussèrent l'attaque. Mais le bunker numéro 2 était détruit. Le numéro 1 et 4 étaient gravement endommagés.
À 9 h 45, le drapeau blanc fut hissé et à 11 heures, Sucharski se rendit à Kleikamp, qui autorisa le courageux commandant à garder son sabre. Les soldats allemands se mirent au garde-à-vous lorsque la garnison polonaise, hagarde et épuisée, quitta Westerplatte à 11 h 33. L'aigle blanc de Pologne s'était finalement incliné mais non sans avoir au préalable livré une bataille absolument héroïque.
Pendant et après la guerre, les soldats de Westerplatte furent le symbole de la lutte de la Pologne, de la détermination et du courage des soldats polonais. Aujourd'hui encore, le souvenir de Westerplatte et de ses défenseurs est très présent dans l'esprit et la culture commune polonais.